# Dieter Zetsche
Dieter Zetsche (Istambul, 5 de maio de 1953) foi presidente do Conselho de Administração da Mercedes-Benz Group (sucedeu Jürgen Schrempp nesta posição) e chefe da Mercedes-Benz Automóveis entre 2006 e 2019, bem como membro da diretoria da empresa desde 1998.
Desde 2010, ele vive em Lierna, no lago de Como, onde comprou uma vila.
Em setembro de 2018, a Daimler AG anunciou a saída de Dieter Zetsche para maio de 2019. 